# Demonax tipularius
Demonax tipularius är en skalbaggsart som beskrevs av Francis Polkinghorne Pascoe 1869. Demonax tipularius ingår i släktet Demonax och familjen långhorningar.
Artens utbredningsområde är Sarawak. Inga underarter finns listade i Catalogue of Life.